# Mezistátní utkání české hokejové reprezentace v sezóně 2016/2017
Mezistátních utkání české hokejové reprezentace v sezóně 2016/2017 bylo celkem 30. Nejprve odehrála reprezentace 3 přátelské zápasy, potom 3 zápasy na Světovém poháru v ledním hokeji 2016, 3 zápasy na Karjala Cupu 2016 a 3 zápasy na Channel One Cupu 2016. V roce 2017následovalo 11 zápasů na Sweden Hockey Games 2017, Euro Hockey Challenge 2017 a Czech Hockey Games 2017. Sezónu ukončilo 8 zápasů na Mistrovství světa v ledním hokeji 2017.

## Přehled mezistátních zápasů
| Pořadí | Datum        |       | Výsledek                           | Soupeř         | Soutěž                                              | Místo utkání     |
| ------ | ------------ | ----- | ---------------------------------- | -------------- | --------------------------------------------------- | ---------------- |
| 1862.  | 8. 9. 2016   | Česko | 3 : 4 (1:1, 0:2, 2:1)              | Rusko          | přátelsky                                           | Petrohrad        |
| 1863.  | 10. 9. 2016  | Česko | 2 : 1sn (0:0, 0:0, 1:1 - 0:0, 1:0) | Rusko          | přátelsky                                           | Praha            |
| 1864.  | 14. 9. 2016  | Česko | 3 : 2 (1:0, 0:0, 2:2)              | Výběr S.A. U23 | přátelsky                                           | Pittsburgh       |
| 1865.  | 18. 9. 2016  | Česko | 0 : 6 (0:3, 0:2, 0:1)              | Kanada         | Světový pohár 2016 (ZS)                             | Toronto          |
| 1866.  | 19. 9. 2016  | Česko | 2 : 3pp (0:0, 1:1, 1:1 - 0:1)      | Výběr Evropy   | Světový pohár 2016 (ZS)                             | Toronto          |
| 1867.  | 22. 9. 2016  | Česko | 4 : 3 (1:1, 3:1, 0:1)              | USA            | Světový pohár 2016 (ZS)                             | Toronto          |
| 1868.  | 3. 11. 2016  | Česko | 6 : 3 (2:1, 1:1, 3:1)              | Švédsko        | Karjala Cup 2016                                    | Plzeň            |
| 1869.  | 5. 11. 2016  | Česko | 5 : 3 (0:0, 3:1, 2:2)              | Finsko         | Karjala Cup 2016                                    | Helsinky         |
| 1870.  | 6. 11. 2016  | Česko | 0 : 3 (0:0, 0:2, 0:1)              | Rusko          | Karjala Cup 2016                                    | Helsinky         |
| 1871.  | 15. 12. 2016 | Česko | 2 : 4 (0:2, 1:2, 1:0)              | Finsko         | Channel One Cup 2016                                | Helsinky         |
| 1872.  | 16. 12. 2016 | Česko | 1 : 5 (0:3, 1:0, 0:2)              | Rusko          | Channel One Cup 2016                                | Moskva           |
| 1873.  | 18. 12. 2016 | Česko | 4 : 1 (0:0, 2:1, 2:0)              | Švédsko        | Channel One Cup 2016                                | Moskva           |
| 1874.  | 9. 2. 2017   | Česko | 2 : 5 (0:3, 1:0, 1:2)              | Švédsko        | Sweden Hockey Games 2017                            | Göteborg         |
| 1875.  | 11. 2. 2017  | Česko | 7 : 1 (2:0, 2:0, 3:1)              | Finsko         | Sweden Hockey Games 2017                            | Göteborg         |
| 1876.  | 12. 2. 2017  | Česko | 2 : 4 (0:1, 2:1, 0:2)              | Rusko          | Sweden Hockey Games 2017 Euro Hockey Challenge 2017 | Göteborg         |
| 1877.  | 12. 4. 2017  | Česko | 4 : 0 (0:0, 4:0, 0:0)              | Norsko         | Euro Hockey Challenge 2017                          | Chomutov         |
| 1878.  | 13. 4. 2017  | Česko | 6 : 3 (2:1, 1:0, 3:2)              | Norsko         | Euro Hockey Challenge 2017                          | Chomutov         |
| 1879.  | 22. 4. 2017  | Česko | 4 : 7 (0:1, 3:4, 1:2)              | Německo        | Euro Hockey Challenge 2017                          | Norimberk        |
| 1880.  | 23. 4. 2017  | Česko | 4 : 3sn (0:0, 1:0, 2:3 - 0:0, 1:0) | Německo        | Euro Hockey Challenge 2017                          | Mannheim         |
| 1881.  | 27. 4. 2017  | Česko | 3 : 2 (1:2, 1:0, 1:0)              | Finsko         | Czech Hockey Games 2017 Euro Hockey Challenge 2017  | České Budějovice |
| 1882.  | 29. 4. 2017  | Česko | 8 : 4 (1:2, 3:1, 4:1)              | Švédsko        | Czech Hockey Games 2017 Euro Hockey Challenge 2017  | České Budějovice |
| 1883.  | 30. 4. 2017  | Česko | 3 : 4sn (1:0, 1:1, 1:2 - 0:0, 0:1) | Rusko          | Czech Hockey Games 2017 Euro Hockey Challenge 2017  | České Budějovice |
| 1884.  | 5. 5. 2017   | Česko | 1 : 4 (0:1, 0:1, 1:2)              | Kanada         | Mistrovství světa 2017 (ZS)                         | Paříž            |
| 1885.  | 6. 5. 2017   | Česko | 6 : 1 (2:0, 1:1, 3:0)              | Bělorusko      | Mistrovství světa 2017 (ZS)                         | Paříž            |
| 1886.  | 8. 5. 2017   | Česko | 4 : 3sn (0:3, 0:0, 3:0 - 0:0, 1:0) | Finsko         | Mistrovství světa 2017 (ZS)                         | Paříž            |
| 1887.  | 11. 5. 2017  | Česko | 1 : 0pp (0:0, 0:0, 0:0 - 1:0)      | Norsko         | Mistrovství světa 2017 (ZS)                         | Paříž            |
| 1888.  | 12. 5. 2017  | Česko | 5 : 1 (3:0, 1:0, 1:1)              | Slovinsko      | Mistrovství světa 2017 (ZS)                         | Paříž            |
| 1889.  | 14. 5. 2017  | Česko | 5 : 2 (1:0, 2:1, 2:1)              | Francie        | Mistrovství světa 2017 (ZS)                         | Paříž            |
| 1890.  | 16. 5. 2017  | Česko | 1 : 3 (0:1, 1:1, 0:1)              | Švýcarsko      | Mistrovství světa 2017 (ZS)                         | Paříž            |
| 1891.  | 18. 5. 2017  | Česko | 0 : 3 (0:2, 0:0, 0:1)              | Rusko          | Mistrovství světa 2017 (ČTF)                        | Paříž            |

## Bilance sezóny 2016/17
| Soupeř         | Zápasy | Výhry | VP | PP | Prohry | Skóre |
| -------------- | ------ | ----- | -- | -- | ------ | ----- |
| Bělorusko      | 1      | 1     | 0  | 0  | 0      | 6:1   |
| Finsko         | 5      | 3     | 1  | 0  | 1      | 21:13 |
| Francie        | 1      | 1     | 0  | 0  | 0      | 5:2   |
| Kanada         | 2      | 0     | 0  | 0  | 2      | 1:10  |
| Německo        | 2      | 0     | 1  | 0  | 1      | 8:10  |
| Norsko         | 3      | 2     | 1  | 0  | 0      | 11:3  |
| Rusko          | 7      | 0     | 1  | 1  | 5      | 11:24 |
| Slovinsko      | 1      | 1     | 0  | 0  | 0      | 5:1   |
| Švédsko        | 4      | 3     | 0  | 0  | 1      | 20:13 |
| Švýcarsko      | 1      | 0     | 0  | 0  | 1      | 1:3   |
| USA            | 1      | 1     | 0  | 0  | 0      | 4:3   |
| Výběr Evropy   | 1      | 0     | 0  | 1  | 0      | 2:3   |
| Výběr S.A. U23 | 1      | 1     | 0  | 0  | 0      | 3:2   |
| Celkem         | 30     | 13    | 4  | 2  | 11     | 98:88 |

## Přátelské mezistátní zápasy
Česko -  Rusko  3:4  (1:1, 0:2, 2:1)
8. září 2016 - Petrohrad

Branky Česka: 4. Michal Kempný, 47. Martin Hanzal, 58. Tomáš Plekanec

Branky Ruska: 19. Panarin, 26. Tarasenko, 29. Kučerov, 49. Dadonov.  

Rozhodčí: Dwyer (CAN), Olenin (RUS) – Cormier (CAN), Lazarev (RUS)

Vyloučení: 6:5 (1:1)		

Diváků: 6 311 
Česko: Petr Mrázek – Andrej Šustr, Jakub Nakládal, Zbyněk Michálek, Michal Jordán, Roman Polák, Michal Kempný – Jakub Voráček, Tomáš Plekanec, Michal Birner – Ondřej Palát, Martin Hanzal, David Pastrňák – Aleš Hemský, Radek Faksa, Michael Frolík – Dmitrij Jaškin, Vladimír Sobotka, Milan Michálek.
Rusko: Bobrovskij – Zajcev, Orlov, Markov, Nestěrov, Marčenko, Kulikov – Kučerov, Kuzněcov, Ovečkin – Tarasenko, Malkin, Kuljomin – Dadonov, Šipačov, Panarin – Namestnikov, Dacjuk, Tělegin.
 Česko -  Rusko  2:1sn  (0:0, 0:0, 1:1 - 0:0, 1:0)
10. září 2016 - Praha

Branky Česka: 59. Tomáš Plekanec, Aleš Hemský rozhodující SN   

Branky Ruska: 42. Kučerov

Rozhodčí: Dwyer (CAN), Hribik (CZE) – Cormier (CAN), Suchánek (CZE)

Vyloučení: 6:6		

Diváků: 13 848 
Česko: Michal Neuvirth – Andrej Šustr, Jakub Nakládal, Roman Polák, Michal Kempný, Zbyněk Michálek, Michal Jordán, Tomáš Kundrátek – Jakub Voráček, Tomáš Plekanec, Milan Michálek – Ondřej Palát, Martin Hanzal, David Pastrňák – Aleš Hemský, Radek Faksa, Michael Frolík – Michal Birner, Dmitrij Jaškin.
Rusko: Varlamov – Zajcev, Orlov, Jemelin, Nestěrov, Marčenko, Kulikov – Kučerov, Kuzněcov, Ovečkin – Tarasenko, Malkin, Kuljomin – Panarin, Šipačov, Dadonov – Namestnikov, Anisimov, Tělegin.
 Česko -  Výběr S.A. U23 3:2  (1:0, 0:0, 2:2)
14. září 2016 - Pittsburgh

Branky Česka:  11. Ondřej Palát, 48. Radek Faksa, 52. Tomáš Plekanec

Branky Výběr S.A. U23: 49. Gostisbehere, 51. Matthews.

Rozhodčí: Furlatt, McCauley – Miller, Cormier  (CAN)

Vyloučení: 8:4 (1:1)		

Diváků: 12 332
Česko: Michal Neuvirth (31. Petr Mrázek) – Andrej Šustr, Jakub Nakládal, Roman Polák, Michal Kempný, Zbyněk Michálek, Michal Jordán – Jakub Voráček, Tomáš Plekanec, Milan Michálek – David Pastrňák, Martin Hanzal, Ondřej Palát – Aleš Hemský, Radek Faksa, Michael Frolík – Michal Birner, Roman Červenka, Dmitrij Jaškin.
Výběr S.A. U23: M. Murray (41. Hellebuyck) – Jones, R. Murray, Ekblad, Rielly, Parayko, Gostisbehere – MacKinnon, McDavid, Drouin – Larkin, Scheifele, Matthews – Eichel, Nugent-Hopkins, Gaudreau – Miller, Couturier, Saad.